# Bellersdorf
Bellersdorf is een plaats in de Duitse gemeente Mittenaar, deelstaat Hessen, en telt 380 inwoners.